# Косторез
Косторе́з — художник-мастер специализирующийся в художественной резьбе по кости.
Профессия распространена в Северных регионах России: в Архангельской области (холмогорская резная кость), в Ямало-Ненецком автономном округе (ямальская резная кость), в городе Тобольск (тобольская резная кость), в Якутии и в Чукотке (чукотская резная кость).
Инструменты используемые косторезом: бормашина, штихеля.